# Marcos Carrillo Herrera
Marcos Carrillo Herrera (Cosamaloapan, Veracruz; 7 de octubre de 1837-Tórim, Sonora; 9 de febrero de 1892) fue un político y militar mexicano. Fue gobernador de Veracruz entre el 11 de marzo de 1876 y el 15 de mayo de 1877.

## Carrera militar
Sus padres fueron: José Carrillo y Clara Herrera. Ingresó al Ejército Mexicano el 13 de enero de 1858 con el grado de Sargento. 
Participó al lado de Porfirio Díaz en la toma del Convento de Santa Catarina. Con el grado de Capitán, luchó en la brigada de Mejía en la División a cargo de Ignacio de la Llave. Luego de la Batalla de Tampico fue ascendido a Coronel. Participó en la batalla del 2 de abril de 1867 en contra de los franceses y los conservadores mexicanos, lo que le mereció su ascenso a General de Brigada, posteriormente marchó a México.
Participó en la Revolución de Tuxtepec, y siendo hecho prisionero estuvo a punto de ser fusilado. Participó en la Batalla de Bácum, en el Estado de Sonora, el 14 de agosto de 1876.